# Isabel Mayagoitia
Isabel Mayagoitia (Ciudad de México, 12 de agosto de 1963-Múnich, Alemania; 11 de febrero de 2003) fue directora de orquesta y fue la primera mujer en obtener su maestría en Dirección de Orquesta por la Universidad de Salzburgo, más conocida como Mozarteum en Austria.

## Biografía
Isabel Mayagoitia (Ciudad de México,12 de agosto de 1963 - Múnich,11 de febrero de 2003). Hija del abogado Alberto Mayagoitia y Anne Hall Mayagoitia. Tuvo 4 hermanos, entre ellos se encuentran Gabriela Mayagoitia, una reportera de deportes y el actor Alberto Mayagoitia.

## Estudios
Empezó a tomar clases de piano a los 6 años con María Antonieta Lozano.
Estudió Filosofía en la Universidad Intercontinental y simultáneamente tomó clases de piano, violín, clarinete y oboe en el Centro de Investigación y Estudios Musicales. Interrumpió sus estudios para estudiar un año (1985-1986) en Roma donde estudió con Doménico Bartolucci. En su estancia obtuvo un título en canto gregoriano por el Pontificio Instituto de Música Sacra.
En su regreso a México, terminó sus estudios en Filosofía y se graduó con honores con la tesis Leopoldo Zea en la Encrucijada de la Historia.
Continuó con sus estudios para directora de orquesta con Xavier González en el Instituto Cardenal Miranda y al mismo tiempo, siguió estudiando piano en la Escuela Nacional de Música con Carlos Vásquez.
En 1988 quiso expandir sus estudios musicales, por lo cual se mudó a Austria 6 años. El primer año estudió en la Universidad de Música y Arte Dramático de Viena y en 1989 fue aceptada en Mozarteum, escuela que tenía una gran tradición en enseñanza para varones, lo cual fue un gran obstáculo para Isabel.
Durante dos años que pasó en Austria alternó sus estudios entre Viena y Salsburgo en las cuales tomó clases de dirección de orquesta con Karl Österreicher. En su último año en Salsburgo estudió con Michel Gielen dirección de orquesta mientras que Walter Hagen-Groll le enseñaba dirección coral.
En 1993 obtuvo su maestría en Dirección coral en Mozarteum, donde incluyó una pieza en lengua nahuatl.
En 1995 se convirtió en la primera mujer en el mundo en obtener su Maestría en Dirección de Orquesta por Mozarteum.
Estaba estudiando su doctorado en Musicología en la Universidad de Múnich desarrollando la música del autor mexicano Silvestre Revueltas cuando murió en 2003.

## Carrera
En 1998 fundó la Sinfonía Nova Orchester en la Universidad de Múnich Symphonia Nova Orchester at the University of Munich. En sus programas siempre incluía el trabajo de mujeres compositoras y el trabajo de mujeres latinoamericanas.
Entre 1995 y 1997 asistió al maestro Alfredo Silipigni, el principal conductor y director artístico de la Opera de Nueva Jersey. Continuamente coordinó los programas de educación del Centro Nacional de las Artes, en la Ciudad de México y enseñó dirección de Orquesta en la Escuela Superior de Música.
Asimismo, condujo las siguientes Orquestas:
- Orquesta Sinfónica Nacional de México
- San Francisco Sinfonietta
- Orquesta Sinfónica de Michoacán
- Orquesta Sinfónica de Oaxaca
- Orquesta Sinfónica de la Universidad Autónoma de Nuevo León
- Orquesta de Cámara de Bellas Artes de Oaxaca
- Orquesta de Mujeres del Nuevo Mundo
- Vienna Pro Arte Orchestra
- Nürnberger Symphony
- Universidad de Salsburgo Mozarteum Orquesta

## Premios
- “Sociedad Filarmónica de Mujeres en la Música y el Arte Isabel Mayagoitia" adoptando el nombre de la póstuma Isabel por el coraje e inspiración que Isabel representa en la música y las artes.
- Premio Coatlicue por sus contribuciones a la música galardonado por el Colectivo Mexicano de Mujeres en la Música.

## Vida personal
Hablaba fluidamente español, inglés, alemán, francés e italiano. Tocaba la guitarra y cantaba con una voz mezzosoprano. Era especialmente buen en deporte como la gimnasia y béisbol.
Tuvo a su primer hijo en 1999. En su segundo embarazo fue diagnosticada de cáncer, sin embargo dio a luz a su segunda hija en 2002.
El 11 de febrero de 2003, a los 39 años de edad, murió de cáncer en Múnich, Alemania.